# Tiesmace
Tiesmace (em grego: Τιεσμακ(η), Tiesmak(e); em persa médio: cšmky; em parta: ššmkyE; Čašmag) foi uma dignitária sassânida do século III, possível esposa do xá Artaxes I (r. 224–242).

## Vida

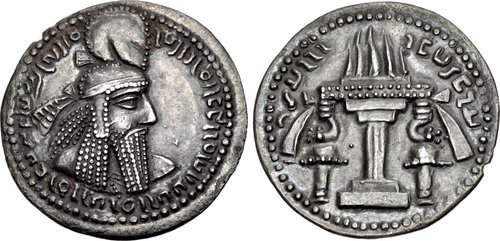
Dracma de

As origens de Tiesmace são incertas. É conhecida a partir de sua menção na inscrição Feitos do Divino Sapor de Sapor I (r. 240–270) na qual aparece como dama (bānūg) e está listada entre membros da casa real. É impossível precisar sua relação com os sassânidas a partir da inscrição, mas foi sugerido que fosse esposa, ou ao menos concubina, de Artaxes I (r. 224–242).